# Warne Livesey

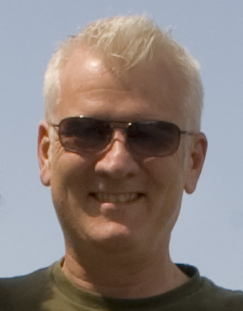
Warne Livesey (2012)

Warne Livesey (* 12. Februar 1959 in London) ist ein britischer Musikproduzent, Tontechniker und Musiker. Er wurde vor allem für seine Produktionen für Künstler und Rockbands wie The The, Julian Cope, Matthew Good, Deacon Blue oder Midnight Oil bekannt. Zu den bekanntesten von ihm produzierten Liedern gehören Heartland von The The, Trampolene von Julian Cope und Beds Are Burning von Midnight Oil.

## Leben und Karriere
Warne Livesey (geboren 1959 in London) begann seine Laufbahn zuerst als Musiker, entdeckte aber schon bald seine besondere Begabung als Tontechniker durch die Arbeit am Mischpult für diverse Musikgruppen und Solokünstler. 1980 legte er als Ingenieur erste Hand an Keshavan Maslaks Album Loved by Millions an. Seit Mitte der 1980er Jahre zeichnet er sich auch für zahlreiche Alben als Produzent verantwortlich.
Für die britische Rockband The The um den charismatischen Sänger und Songschreiber Matt Johnson produzierte Warne Livesey 1986 das international erfolgreiche Album Infected sowie das nachfolgende, im Jahr 1989 erschienene Album Mind Bomb. Im Jahr 1987 übernahm er für den britischen Sänger und Gitarristen Julian Cope die Produktion des Rock-Albums Saint Julian.
Aufgrund des enormen internationalen Erfolgs der Albumproduktion Diesel and Dust im Jahr 1988 für die australische Band Midnight Oil siedelte Livesey kurzerhand von England nach Australien über. Dort betreute er die Gruppe bis zu ihrer Auflösung im Jahr 2002. Capricornia war das letzte Album der Band. Danach zog es Livesey mit seiner Familie als unabhängigen Musikproduzenten nach Kanada. Im Februar 2022 erschien dann nach zwanzig Jahren mit dem Album Resist eine weitere Midnight Oil-CD unter der Federführung von Warne Livesey, der neben der Produktion auch das Abmischen, das Ton-Engineering und einen Teil der Keyboard-Arbeit übernahm.
Während der 1980er Jahre produzierte Warne Livesey viele erfolgreiche Pop- und Rock-Alben, die hohe Chart-Platzierungen erreichten. Als Musikproduzent war er auch während der 1990er und 2000er Jahre aktiv. Er betreute und produzierte in dieser Zeit als Tontechniker und Produzent zahlreiche Alben von Künstlern und Bands wie Icehouse, All About Eve, Jesus Jones, Mark Hollis, Sarah Cracknell, Hooverphonic, Holly McNarland, Mick Stevens oder 54-40.
Warne Livesey lebt und arbeitet heute als unabhängiger Produzent, Toningenieur und Musiker in Vancouver, Kanada.

## Diskografie (Auswahl)
| - 2022: Midnight Oil (Resist) - 2020: Matthew Good (Moving Walls) - 2019: The Small Glories (Assiniboine & the Red) - 2018: Jesus Jones (Scratched: Unreleased Rare Tracks & Remixes) - 2017: Matthew Good (Something Like a Storm) - 2015: Matthew Good (Chaotic Neutral) - 2013: Matthew Good (Old Fighters) - 2013: Paul Young (Remixes & Rarities) - 2012: Midnight Oil (Essential Oils) - 2011: Matthew Good (Lights of Endangered Species) - 2008: Christopher Walla (Field Manual) - 2008: Theset (Never Odd or Even) - 2008: 54-40 (Northern Soul) - 2007: First Time (Takingbreakingdown) - 2006: Paul Young (Collections) - 2006: Midnight Oil (Flat Chat) - 2006: Deacon Blue (Singles) - 2005: Sinéad O’Connor (Collaborations) - 2005: Matthew Good (In a Coma: The Best of Matthew Good 1995–2005) - 2005: First Time (It’s On) - 2005: Mick Stevens (The River/The Englishman) - 2005: 54-40 (Yes to Everything) - 2004: Matthew Good (White Light Rock & Roll Review) - 2003: Matthew Good (Avalanche) - 2003: Holly McNarland (Home Is Where) - 2003: Paul Young (Love Songs) - 2002: The The (45 RPM: The Singles of The The) - 2002: Matthew Good Band (Audio of Being) - 2002: Midnight Oil (Capricornia) - 2002: The The (London Town 1983–1993) - 2001: Hooverphonic (Mad About You) - 2000: Sarah Cracknell (Kelly’s Locker) - 2000: Deacon Blue (Our Town: The Greatest Hits) - 2000: Hooverphonic (The Magnificent Tree) - 1999: The Creatures (Anima Animus) - 1999: Matthew Good Band (Beautiful Midnight) - 1999: Julian Cope (Leper Skin: An Introduction to Julian Cope) - 1998: The House of Love (Best Of) - 1998: Midnight Oil (Cemetery in My Mind) [EP] - 1998: Mark Hollis (Mark Hollis) - 1998: Emm Gryner (Public) - 1998: Midnight Oil (Redneck Wonderland) - 1998: Matthew Good Band (Underdogs) - 1998: All About Eve (Winter Words: Hits & Rarities) - 1997: Midnight Oil (20,000 Watt R.S.L.: Greatest Hits) - 1997: Jesus Jones (Chemical #1) - 1997: Sarah Cracknell (Lipslide) - 1997: Jesus Jones (Next Big Thing) - 1997: Julian Cope (The Followers of Saint Julian) - 1995: Whipping Boy (Heartworm) - 1995: Prick (Prick) - 1995: suddenly, tammy! (We Get There When We Do) - 1993: Jesus Jones (Perverse) - 1993: Jesus Jones (Right Decision) - 1993: Jesus Jones (The Devil You Know) - 1992: The House of Love (Babe Rainbow) - 1991: Paul Young (From Time to Time: The Singles Collection) - 1991: Big Dish (Satellites) - 1991: All About Eve (Touched by Jesus) - 1990: Midnight Oil (Blue Sky Mining) - 1990: Paul Young (Other Voices) - 1989: The The (Mind Bomb) - 1989: Deacon Blue (When the World Knows Your Name) - 1988: Midnight Oil (Diesel and Dust) - 1987: Julian Cope (Saint Julian) - 1986: The The (Infected) - 1986: Icehouse (Measure for Measure) - 1985: Scraping Foetus off the Wheel (Nail) | - 2022: Midnight Oil (Resist) - 2020: Matthew Good (Moving Walls) - 2019: The Small Glories (Assiniboine & the Red) - 2018: Jesus Jones (Scratched: Unreleased Rare Tracks & Remixes) - 2017: Matthew Good (Something Like a Storm) - 2015: Matthew Good (Chaotic Neutral) - 2013: Matthew Good (Old Fighters) - 2011: Matthew Good (Lights of Endangered Species) - 2010: Xavier Rudd (Koonyum Sun) - 2008: Christopher Walla (Field Manual) - 2008: Theset (Never Odd or Even) - 2008: 54-40 (Northern Soul) - 2007: In-Flight Safety (Coast Is Clear) - 2007: Armchair Cynics (Killing the Romance) - 2007: Cara Luft (The Light Fantastic) - 2006: Jets Overhead (Bridges) - 2006: Midnight Oil (Flat Chat) - 2005: Matthew Good (In a Coma: The Best of Matthew Good 1995–2005) - 2005: First Time (It’s On) - 2005: Mick Stevens (The River/The Englishman) - 2005: 54-40 (Yes to Everything) - 2004: Mick Stevens (See the Morning/No Savage Word) - 2004: In-Flight Safety (Vacation Land) - 2004: Matthew Good (White Light Rock & Roll Review) - 2003: Matthew Good (Avalanche) - 2003: 54-40 (Goodbye Flatland) - 2003: Holly McNarland (Home Is Where) - 2003: Icehouse (Measure for Measure/Primitive Man) - 2002: The The (45 RPM: The Singles of The The) - 2002: Matthew Good Band (Audio of Being) - 2002: Midnight Oil (Capricornia) - 2002: The The (London Town 1983–1993) - 2001: Hooverphonic (Mad About You) - 2000: Sarah Cracknell (Kelly’s Locker) - 2000: Deacon Blue (Our Town: The Greatest Hits) - 2000: Hooverphonic (The Magnificent Tree) - 1999: Matthew Good Band (Beautiful Midnight) - 1999: Julian Cope (Leper Skin: An Introduction to Julian Cope) - 1998: Midnight Oil (Cemetery in My Mind) [EP] - 1998: Mark Hollis (Mark Hollis) - 1998: Emm Gryner (Public) - 1998: Midnight Oil (Redneck Wonderland) - 1998: Matthew Good Band (Underdogs) - 1997: Jesus Jones (Chemical #1) - 1997: Sarah Cracknell (Lipslide) - 1997: Jesus Jones (Next Big Thing) - 1997: Julian Cope (The Followers of Saint Julian) - 1995: Whipping Boy (Heartworm) - 1995: Prick (Prick) - 1995: suddenly, tammy! (We Get There When We Do) - 1994: Bobby Wellins (Special Relationship) - 1993: Jesus Jones (Perverse) - 1993: Jesus Jones (Right Decision) - 1993: Jesus Jones (The Devil You Know) - 1991: Big Dish (Satellites) - 1991: All About Eve (Touched by Jesus) - 1989: The The (Mind Bomb) - 1989: Deacon Blue (When the World Knows Your Name) - 1988: Midnight Oil (Diesel and Dust) - 1987: Deacon Blue (Raintown) - 1987: Julian Cope (Saint Julian) - 1986: The The (Infected) - 1986: Icehouse (Measure for Measure) - 1985: Scraping Foetus off the Wheel (Nail) - 1985: Coil (Panic) - 1985: Martha and the Muffins (The World Is a Ball) - 1984: Scraping Foetus off the Wheel (Hole) - 1984: Coil (Scatology) - 1980: Keshavan Maslak (Loved by Millions) |